# Hogna irascibilis
Hogna irascibilis är en spindelart som först beskrevs av O. Pickard-Cambridge 1885.  Hogna irascibilis ingår i släktet Hogna och familjen vargspindlar.
Artens utbredningsområde är Turkmenistan. Inga underarter finns listade i Catalogue of Life.